# Server Jeparov
Server Jeparov (Csircsik, 1982. október 3. –) válogatott üzbég labdarúgó, középpályás, edző. 2008-ban és 2011-ben az év ázsiai labdarúgója.

## Pályafutása

### Klubcsapatban
1997-ban a Navbahor Namangan csapatában kezdte a labdarúgást. 2000–01-ben lett az első csapat prof labdarúgója. 2002 és 2007 között Paxtakor csapatában szerepelt és öt-öt üzbég bajnoki címet és kupagyőzelmet ért el az együttessel. 2008 és 2010 között a Bunyodkor játékosa volt és három bajnoki címet és két kupagyőzelmet szerzett a csapattal. 2008-ban bajnoki gólkirály lett 19 találattal.
2010-ben először kölcsönben, majd 2011-ben szerződtetve szerepelt a dél-koreai FC Szöul együttesében. 2010-ben bajnok lett a csapattal. 2011 és 2013 között a szaúd-arábiai Al-Shabab, 2013–14-ben a dél-koreai Seongnam, majd 2015-ben az Ulsan Hyundai labdarúgója volt. A szaúdi csapat egy bajnoki címet, a Seongnammal egy dél-koreai kupagyőzelmet ért el.
2016-ban visszatért Üzbegisztánba és a Lokomotiv Toshkent csapatában játszott. A 2016-os idényben bajnok és kupagyőztes lett a Lokomotívval.
2017–18-ban az iráni bajnokságban játszott az Esteghlal, illetve kölcsönben a Sepahan csapatában. Az Esteghlal együttesével 2018-ban kupagyőztes lett.
2018-ban a kazah Zsetiszu labdarúgója volt. 2019-ben Metallurg Bekobod csapatában fejezte be az aktív labdarúgást.

### A válogatottban
2002 és 2017 között 128 alkalommal szerepelt az üzbég válogatottban és 25 gólt szerzett. 2011-től a válogatott csapatkapitánya volt. Meghatározó tagja volt a 2011-es katari Ázsia-kupán negyedik helyezett csapatnak.

### Edzőként
2020. január 28-án kinevezték az üzbég U-14-es válogatott vezetőedzőjének. 2020 augusztusában Vadim Abramov szövetségi kapitány beválasztotta az üzbég válogatott edzői stábjába.

## Magánélete
Krími tatár és orosz származású. Folyékonyan beszél oroszul, középszinten angolul, de üzbégül alig beszél. Fia, Raul a Bunyodkor Akadémia játékosa, aki Raúl spanyol labdarúgóról kapta a nevét.

## Sikerei, díjai
- az év üzbég labdarúgója (2008, 2010)
- az év ázsiai labdarúgója (2008, 2011)

 Paxtakor
- Üzbég bajnokság
  - bajnok (6): 2002, 2003, 2004, 2005, 2006, 2007
- Üzbég kupa
  - győztes (6): 2002, 2003, 2004, 2005, 2006, 2007
- FÁK-kupa
  - győztes: 2007
  - gólkirály: 2007 (holtversenyben)

 Bunyodkor
- Üzbég bajnokság
  - bajnok (3): 2008, 2009, 2010
  - gólkirály: 2008 (19 gól)
- Üzbég kupa
  - győztes (2): 2008, 2010

 FC Szöul
- Dél-koreai bajnokság
  - bajnok: 2010
- Dél-koreai ligakupa
  - győztes: 2010

 Al-Shabab FC
- Szaúd-arábiai bajnokság
  - bajnok: 2011–12

 Seongnam
- Dél-koreai kupa
  - győztes: 2014

 Lokomotiv Toshkent
- Üzbég bajnokság
  - bajnok: 2016
- Üzbég kupa
  - győztes: 2016

 Esteghlal
- Iráni kupa
  - győztes: 2018

## Fordítás
- Ez a szócikk részben vagy egészben  a   Server Djeparov című angol Wikipédia-szócikk ezen változatának fordításán alapul.  Az eredeti cikk szerkesztőit annak laptörténete sorolja fel. Ez a jelzés csupán a megfogalmazás eredetét és a szerzői jogokat jelzi, nem szolgál a cikkben szereplő információk forrásmegjelöléseként.